# Elena Fonseca
Elena Fonseca (Montevideo, 1930 - Maldonado, 29 de diciembre de 2024) fue una comunicadora uruguaya feminista especializada en derechos humanos, feminismos y tercera edad, y una de las fundadoras de Cotidiano Mujer.

## Trayectoria
Fue una de las fundadoras de la organización feminista Cotidiano Mujer, creada en 1984, junto con Lilián Celiberti y Anna María Colucci, entre otras. Desde ese momento, formó parte del equipo de redacción de la revista del mismo nombre.
Durante dieciocho años fue conductora del programa de radio Nunca en domingo, transmitido en Radio Universal (AM 970) de lunes a viernes, único programa feminista en la radiofonía uruguaya. Desde el año 2016, Nunca en domingo cambió su formato y continuó como podcast hasta el año 2021.
Fonseca realizó la primera traducción al español del discurso de Simone Veil en la Asamblea Nacional de Francia, efectuado a 20 años de la despenalización del aborto en ese país, y publicado por Le Monde en 2004. Es coautora del libro Cosa juzgada: otra forma de ver la violencia de género junto con Graciela Dufau Argibay, publicado en 2002. 
En 2016 fue nombrada ciudadana ilustre por la Intendencia de Montevideo.
Conocida como Elenota, falleció el 29 de diciembre de 2024.